# Santa Cruz el Salto
Santa Cruz el Salto är en ort i Mexiko.   Den ligger i kommunen San Francisco Telixtlahuaca och delstaten Oaxaca, i den sydöstra delen av landet, 300 km sydost om huvudstaden Mexico City. Santa Cruz el Salto ligger 1 815 meter över havet och antalet invånare är 158.
Terrängen runt Santa Cruz el Salto är huvudsakligen kuperad, men åt sydost är den platt. Runt Santa Cruz el Salto är det ganska tätbefolkat, med 230 invånare per kvadratkilometer. Närmaste större samhälle är San Francisco Telixtlahuaca, 3,9 km sydost om Santa Cruz el Salto. I omgivningarna runt Santa Cruz el Salto växer huvudsakligen savannskog.